# Hyparrhenia griffithii
Hyparrhenia griffithii är en gräsart som beskrevs av Norman Loftus Bor. Hyparrhenia griffithii ingår i släktet Hyparrhenia och familjen gräs. Inga underarter finns listade i Catalogue of Life.